# Neuchâtelské jezero
Neuchâtelské jezero (francouzsky Lac de Neuchâtel, německy Neuenburgersee) je jezero v západním Švýcarsku u jihovýchodního úpatí pohoří Jura. Leží na území kantonů Neuchâtel, Fribourg, Vaud a Bern. Je to největší jezero, které leží celé ve Švýcarsku. 

## Geografie

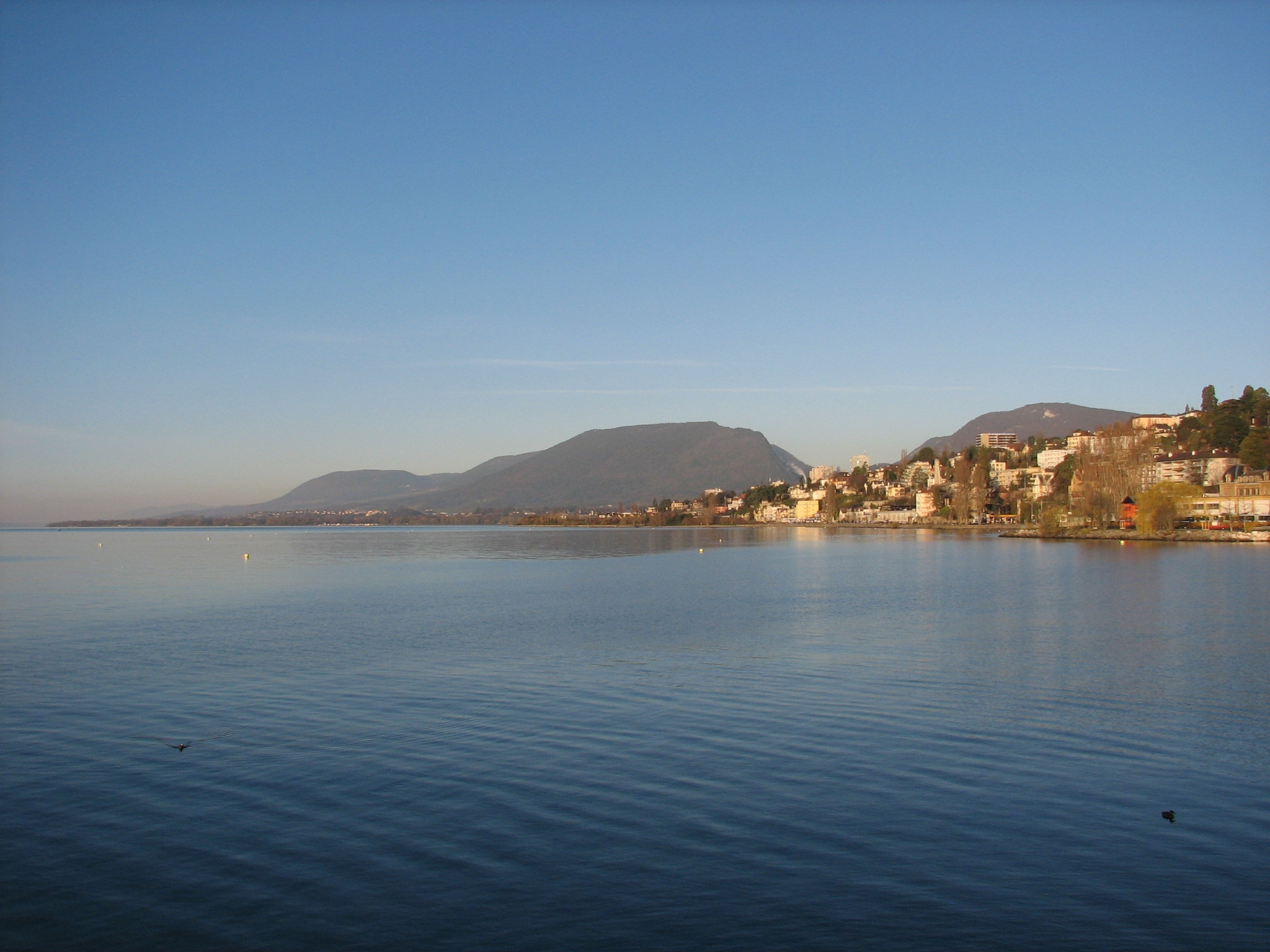
Pohled na jezero z města Neuchâtel

Hlavními přítoky jsou Areuse, Zihl (Thielle) a kanál řeky Broye (Canal de la Broye) z Murtenského jezera (Lac de Morat). Kanalizovaná řeka Zihl odtéká do Bielského jezera (Lac de Bienne). Spolu s Murtenským jezerem slouží jako vyrovnávací nádrž pro řeku Aaru, která se vlévá do Bielského jezera (povodí Rýnu). Když je Bielské jezero přehrazeno, kanály Broye a Zihl tečou v opačném směru.
Neuchâtelské jezero má rozlohu 217,9 km², je 38,3 km dlouhé a maximálně 8,2 km široké, má obsah vody přibližně 14 km³ a maximální hloubku 152 metrů. Povodí má rozlohu 2670 km². Dlouhodobá průměrná hladina vody (od roku 1983) byla ve výšce 429,28 m n. m., což je jen o 2 cm méně než u Murtenského jezera (429,3 m n. m.) a o 3 cm více než u Bielského jezera (429,25 m n. m.). Před regulací vodstva v pohoří Jura byla hladina jezera přibližně o 2,5 metru vyšší a jezero bylo o 23,7 km² větší.
Na jeho severním břehu leží stejnojmenné město Neuchâtel, na západním konci pak města Yverdon-les-Bains a Grandson. Na jižním břehu se nachází středověké město Estavayer-le-Lac a krajina močálů a rákosin, zvaná Grande Cariçaie, zatímco na severovýchodním břehu leží přírodní rezervace Fanel. V okolí jezera se mluví převážně francouzsky. Pouze na řídce osídleném východním konci, vyznačujícím se bažinami (tzv. Grosses Moos) se nacházejí německy mluvící obce Gampelen a Ins, jejichž centra jsou vzdálena od jezera.
Uprostřed jezera se nachází hranice kantonů Neuchâtel, Fribourg, Vaud a Bern a několik kantonálních trojmezí.
V roce 2015 byly na dně jezera objeveny kruhové krátery o průměru až 160 metrů a hloubce 30 metrů, které pravděpodobně vytvořila voda stoupající z podzemních vodních toků v krasové oblasti.

### Pobřeží
Západní břehy jsou hornaté a srázné, zatímco východní jsou mírně skloněné.

### Vlastnosti vody
Jezero zamrzá pouze výjimečně, během nejtvrdších zim.

## Využití

### Lodní doprava

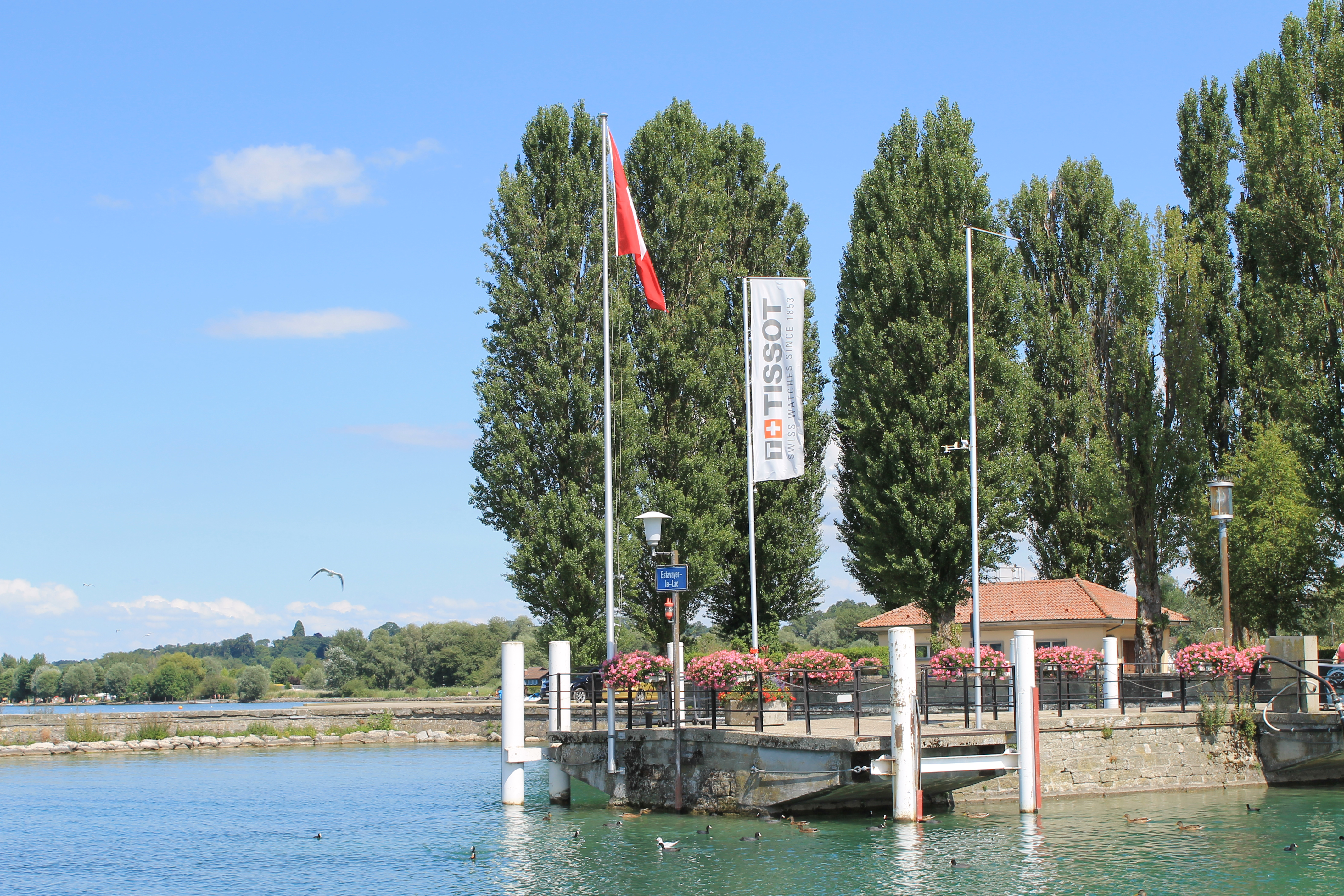
Přístaviště v Estavayer-le-Lac

Na jezeře je rozvinutá místní lodní doprava. „Union“ byl prvním parníkem, který se v roce 1826 plavil po Neuchâtelském jezeře; jezdil také po Bielském jezeře přes řeku Zihl. V noci z 26. na 27. června 1827 však byla loď po požáru zničena.
Po přechodné době existence několika konkurenčních společností byla v roce 1872 založena společnost Société de navigation sur les lacs de Neuchâtel et Morat (LMN), která spolu s se společností Bielersee-Schifffahrts-Gesellschaft provozuje veřejnou plavbu na třech jezerech.

### Turismus
Oblast Neuchâtelského jezera je turisticky atraktivní zejména díky vinicím na jižním úpatí Jury. Pěstují se zde odrůdy Chrupka bílá (zde zvaná Chasselas) a Pinot Noir a vyrábí se zde růžové víno Œil de Perdrix. Přes vinice a malé vinařské vesnice nebo přímo podél břehu jezera vedou turistické stezky a cyklostezky.
Neuchâtelské jezero je bohaté na pozůstatky prehistorických kůlových obydlí. Ty byly objeveny kolem roku 1850 a dnes jsou součástí světového dědictví UNESCO v rámci památky Prehistorická kůlová obydlí v Alpách, společně s obdobnými stavbami v jiných lokalitách nejen ve Švýcarsku.
Pro cestovní ruch na Neuchâtelském jezeře jsou důležité také vodní sporty, jako je windsurfing a kitesurfing, protože na jezeře převažuje vítr bise, který ve Švýcarsku vane ze severovýchodních a východních směrů.